# Nura – Herr der Yokai
Nura – Herr der Yokai (jap. ぬらりひょんの孫, Nurarihyon no Mago, dt. „Nurarihyons Enkel“) ist eine Manga-Serie, geschrieben und illustriert von Hiroshi Shiibashi. Sie erscheint seit 2008 in Japan und ist in die Genres Action und Mystery einzuordnen. Eine Begleit-CD zur Manga-Serie wurde im Dezember 2009 veröffentlicht. Seit 2010 wurden von Studio Deen auch zwei Anime-Adaptionen produziert.

## Handlung
Rikuo Nura ist zum Teil Mensch und zu einem Viertel Yōkai (Dämon). Er lebt mit seinem Yōkai-Großvater in einem Haus, das angefüllt ist mit Geistern und Dämonen. Rikuo Nura versucht seinem Schicksal als Yōkai zu entkommen, indem er gute Taten vollbringt, obwohl sein Großvater wünscht, dass er ihm als Herr über den Nura-Yōkai-Clan nachfolgt. Im Laufe der Serie versöhnt sich Rikuo Nura mit seiner dämonischen Abstammung und entscheidet, die Position an der Spitze des Clans anzunehmen. Verschiedene Interessengruppen versuchen jedoch ihn daran zu hindern, oder gar seine Position einzunehmen. Um seine Stellung im Clan kämpfen muss daher eine Gruppe aus Freunden und Kampfgefährten unter seinem Banner vereinen und damit eine neue Hyakki Yakō begründen.

## Veröffentlichung
Der Manga wurde zuerst 2007 als One-Shot veröffentlicht, wurde dann jedoch von März 2008 bis Januar 2013 kontinuierlich zur Serie in dem japanischen Manga-Magazin Weekly Shōnen Jump ausgebaut. Die Einzelkapitel fasste der Shūeisha-Verlag regelmäßig zu Sammelbänden zusammen, wovon 25 erschienen sind.
Der Manga wurde im Frühjahr 2011 unter Lizenz in den USA veröffentlicht. Von März 2012 bis März 2016 wurde der Manga in Deutschland unter dem Titel Nura – Herr der Yokai bei Kazé Deutschland veröffentlicht. Außerdem gibt es Übersetzungen ins Chinesische und Französische.

## Anime

### Nurarihyon no Mago
Studio Deen adaptierte die Reihe als Anime-Fernsehserie unter der Regie von Junji Nishimura. Die Erstausstrahlung fand vom 6. Juli bis 28. Dezember 2010 nach Mitternacht (und damit am vorigen Fernsehtag) auf Yomiuri TV in der Kinki-Region statt. Mit einem Tag Versatz folgten Tokyo MX in der Kantō-Region und Chūkyō TV in der Chūkyō-Region, sowie ab 10. Juli landesweit per Satellit BS11. Ab dem 19. wurden sie auch im Internet auf Bandai Channel und Animax Asia gestreamt. Die Serie wurde für Nordamerika von Viz Media lizenziert unter dem Namen Nura: Rise of the Yokai Clan., wo die Episoden wöchentlich mit Untertiteln im Internet, jeweils einige Stunden nach ihrer Erstausstrahlung im japanischen Fernsehen gestreamt wurden.
Die Serie wird nach ihrer Ausstrahlung auf acht DVDs erscheinen.
Die Vorspanntitel Fast Forward (Folgen 1–13) und Sunshine (Folgen 14–25) werden gesungen von Monkey Majik und die Abspanntitel, Sparky☆Start (Folgen 1–13), Symphonic☆Dream (Folgen 14–23) und Brilliant☆Message (Folge 24), von Katate Size (Aya Hirano, Yui Horie, Ai Maeda).

### Nurarihyon no Mago – Sennen Makyō
Die zweite Staffel Nurarihyon no Mago – Sennen Makyō (ぬらりひょんの孫 〜千年魔京〜) wurde mit einem geänderten Produktionsstab, bei dem Michio Fukuda die Regie übernahm, für das Nachmittagsprogramm produziert. Die Erstausstrahlung folgte vom 3. Juli bis 25. Dezember 2011 auf Tokyo MX. Binnen einer Woche folgten Yomiuri TV, Nagoya TV in der Chūkyō-Region, sowie landesweit BS11.
Die Vorspanntitel Hoshi no Arika. (星の在処。 -ホシノアリカ-; Folgen 1–12) und The Love Song (ab Folge 13) stammen von LM.C, während die Abspanntitel Orange Smile (Folgen 2–12) und Departure (ab Folge 13) von Katate Size (Aya Hirano, Yui Horie, Ai Maeda) gesungen wurden.

## Data Book
Ein Sonderband mit dem Titel Nurarihyon no Mago: Official Character Data Book: Ayakashi Hiroku (ぬらりひょんの孫　キャラクター公式データブック　妖秘録, Nurarihyon no Mago: Kyarakutā Kōshiki Dēta Bukku: Ayakashi Hiroku) erschien am 2. Juli 2010. Auf 264 Seiten enthält es ausführliche Informationen zu den einzelnen Gruppen und Charakteren der Serie.

## Erfolg
Der erste Band der Manga-Serie schaffte es auf Platz 9 der Tohan Manga Charts,
der dritte Band erreichte Platz 5, der vierte Band erreichte Platz 10, der fünfte Platz 9, und der sechste Platz 8,. Jeder Band seit dem Dritten verkaufte sich je über 100.000 Mal.
2007 wurde Nurarihyon no Mago von den Lesern des marktführenden Manga-Magazins Weekly Shōnen Jump zum populärsten Manga gewählt und mit dem Future Gold Cup ausgezeichnet.